# Listă de conducători de stat din 856
852 - 853 - 854 - 855 - 856 - 857 - 858 - 859 - 860
Aceasta este o listă a conducătorilor de stat din anul 856:

## Europa
- Amalfi: Marin (prefect, 839-860, 866-cca. 870)
- Anglia, statul anglo-saxon Northumbria: Osberht (rege, 848-862/863, 867)
- Anglia, statul anglo-saxon East Anglia: Edmund (rege, 855-866)
- Anglia, statul anglo-saxon Mercia: Burgred (rege, 852-874)
- Anglia, statul anglo-saxon Wessex: Ethelbald (rege, 855-860)
- Aquitania: Carol Copilul (rege din dinastia Carolingiană, 855-866)
- Aquitania: Rainulfe I (duce, 845-866)
- Asturia: Ordono I (rege, 850-866; totodată, rege al Leonului, 855-866)
- Bari: Mufarrag ibn Sallam (emir, 852-857)
- Bavaria: Ludovic al II-lea Germanicul (rege din Dinastia_Carolingiană, 817-876; ulterior, rege al Germaniei, 843-876)
- Benevento: Adelchis (principe, 854-878)
- Bizanț: Mihail al III-lea Bețivul (împărat din dinastia Amoriană, 842-867)
- Bretania: Erispoe (rege, 851-857)
- Bulgaria: Boris I Mihail (cneaz, 852-889)
- Capua: Lando I (conte, 843-861)
- Castilia: Rodrigo (conte, 850-cca. 873)
- Cordoba: Abu Abdallah Muhammad I ibn Abd ar-Rahman (II) (emir din dinastia Omeiazilor, 852-886)
- Creta: Shuayb I ben Umar (emir, 855-880)
- Croația: Trpimir I (cneaz din dinastia Trpimirovic, cca. 845-864)
- Franța: Carol al II-lea cel Pleșuv (rege din dinastia Carolingiană, 843-877; ulterior, rege al Lotharingiei, 869-870; ulterior, împărat occidental, 875-877; ulterior, rege al Italiei, 875-877)
- Friuli: Eberhard (margraf, 846-863)
- Gaeta: Constantin (consul, 839-866)
- Germania: Ludovic al II-lea Germanicul (rege din dinastia Carolingiană, 843-876; anterior, rege al Bavariei, 817-876)
- Gruzia, statul Abhazia: Dimitrie al II-lea (rege, 837/838-872/873)
- Gruzia, statul Tao-Klardjet: Bagrat I (rege din dinastia Bagratizilor, 842/843-876)
- Imperiul occidental: Ludovic al II-lea cel Tânăr (împărat din Dinastia_Carolingiană, 855-875; totodată, rege al Italiei, 844-875)
- Italia: Ludovic al II-lea cel Tânăr (rege din Dinastia_Carolingiană, 844-875; ulterior, împărat occidental, 855-875)
- Leon: Ordono I (rege, 855-866; totodată, rege al Asturiei, 850-866)
- Lotharingia: Lothar al II-lea (rege din dinastia Carolingiană, 855-869)
- Moravia Mare: Rastislav (cneaz, 846-870)
- Neapole: Sergius I (duce, 839/840-863/864)
- Salerno: Ademar (principe, 853-861)
- Scoția: Kenneth mac Alpin (rege, 848-858; anterior, rege în Dalriada, 840-848 și rege al picților, 842/843-848)
- Serbia: Mutimir, Strojimir și Gojnik (cneji din dinastia lui Viseslav, ?-cca. 860)
- Sicilia: Abu'l-Abbas Muhammad ibn al-Aghlab Abi Affan (emir din dinastia Aghlabizilor, 841-856) și Abu Ibrahim Ahmad ibn Muhammad (emir din dinastia Aghlabizilor, 856-863)
- Spoleto: Guy I (duce din familia Guideschi, 842-859)
- Statul papal: Benedict al III-lea (papă, 855-858)
- Toscana: Adalbert I (margraf, 847-886)
- Toulouse: Raimond I (conte, 852-cca. 862)
- Veneția: Pietro Tradonico (doge, 836-864)

## Africa
- Aghlabizii: Abu'l-Abbas Muhammad ibn al-Aghlab Abi Affan (emir din dinastia Aghlabizilor, 841-856) și Abu Ibrahim Ahmad ibn Muhammad (emir din dinastia Aghlabizilor, 856-863)
- Idrisizii: Iahia I ibn Muhammad (imam din dinastia Idrisizilor, 849-863)
- Kanem-Bornu: Fune (cca. 835-cca. 893)

## Asia

### Orientul Apropiat
- Bizanț: Mihail al III-lea Bețivul (împărat din dinastia Amoriană, 842-867)
- Califatul abbasid: Abu'l-Fadl Djafar al-Mutauakkil ibn al-Mutasim (calif din dinastia Abbasizilor, 847-861)
- Samanizii: Ahmad I ibn Asad ibn Saman (emir din dinastia Samanizilor, 819-864)

### Orientul Îndepărtat
- Birmania, statul Arakan: Pawlataing Chandra (rege din dinastia Chandra, 849-875)
- Birmania, statul Mon: Atha (rege, 854-861)
- Cambodgea, Imperiul Kambujadesa (Angkor): Jayavarman al III-lea (împărat, 854-877)
- Cambodgea, statul Tjampa: Vikrantavarman al III-lea (rege din a cincea dinastie, după 854-875/889)
- China: Xuanzong (împărat din dinastia Tang, 847-859)
- Coreea, statul Silla: Munsong (Kyongong) (rege, din dinastia Kim, 839-857)
- India, statul Chalukya răsăriteană: Vijayaditya al III-lea (rege, 848-892)
- India, statul Chola: Vijayalaya (rege, cca. 850-cca. 871)
- India, statul Gurjara Pratihara: Bhoja I (rege, înainte de 836-cca. 885)
- India, statul Pallava: Nandivarman al III-lea (rege din a treia dinastie, 844-866) și Nripatungavarman (rege din a treia dinastie, 855-896)
- India, statul Raștrakuților: Amoghavarșa (sau Sarva) I (rege, 814-878)
- Japonia: Montoku (împărat, 850-858)
- Kashmir: Utpalapida (rege din dinastia Karkota, ?-857) (?)
- Sri Lanka: Sena al II-lea (rege din dinastia Silakala, 844-879)